# 神谷敏郎
神谷 敏郎（かみや としろう、1930年3月2日 - 2004年7月13日）は、日本の哺乳類学者。筑波大学名誉教授。

## 略歴
東京生まれ。青山学院大学文学部教育学科卒業、教育学士。東京大学医学部卒、同大学院、1964年医学博士。論文の題は「鯨類の十二指腸壁内嚢腺intramural cystic glandについて」。 
1956年東京大学医学部助手、1971年、東京大学医学部解剖学講師。
1980年筑波大学医療技術短期大学部教授（解剖学）、1993年筑波大学名誉教授。
2004年7月13日逝去。

## 著書
- 『人魚の博物誌 海獣学事始』思索社 1989
- 『鯨の自然誌 海に戻った哺乳類』1992 中公新書
- 『骨の動物誌』東京大学出版会 1995
- 『あるミイラの履歴書 エジプト・パリ・東京の三千年』2000 (中公新書)
- 『骨と骨組みのはなし』2001 岩波ジュニア新書
- 『川に生きるイルカたち』東京大学出版会 2004

共著
- 『クジラ・イルカと海獣たち』白木靖美共著 未来文化社 (切手ミュージアム） 1995

### 翻訳
- E.J.シュライパー『鯨』細川宏共訳 東京大学出版会 1965
- ジョン・C.リリー『イルカと話す日』尾沢和幸共訳 NTT出版 1994

## 関連人物
- 小川鼎三：東京大学部医学部時代の解剖学教室教授
- 養老孟司
- 金沢英作